# セルヒオ・ボリス
セルヒオ・ボリス・ゴンサレス・モンテアグード（Sergio Boris González Monteagudo, 1980年5月26日 - ）は、スペイン・アストゥリアス州アビレス出身の元サッカー選手。ポジションはディフェンダーだった。
1998-99シーズンに、当時プリメーラ・ディビシオンに所属していたレアル・オビエドにてプロデビュー。2018年、37歳だったボリスはCDコルンガで現役を引退した。プリメーラ通算129試合1得点。

## 経歴
レアル・オビエドのカンテラ出身。1999年3月28日、バレンシア戦でトップチームデビューを果たした。1998-99シーズンの出場はこの1試合のみだったが、1999-2000シーズンはレギュラーに定着し、35試合に出場した。このシーズンには初得点も記録した。2000-01シーズンに18位となってセグンダ・ディビションに降格すると、2001-02シーズンはセグンダでのプレーを選択したが、7位に終わりプリメーラ・ディビションに昇格できなかったため、レアル・ソシエダに移籍した。レアルでは出場機会をあまり得られず、2004-05シーズンはセグンダのコルドバCFにレンタル移籍した。レアルに復帰後もポジションを取り戻せず、2006-07シーズンよりCDヌマンシアに移籍した。3シーズンぶりのプリメーラ挑戦となった2008-09シーズンは29試合に出場した。